# Franz Beck
Franz Ignaz Beck (ochrzczony 20 lutego 1734 w Mannheimie, zm. 31 grudnia 1809 w Bordeaux) – niemiecki kompozytor, przedstawiciel młodszej generacji szkoły mannheimskiej.

## Życiorys
Uczył się muzyki u swojego ojca Johanna Aloysa Becka (zm. 1742), a następnie u Johanna Stamitza. Przypuszczalnie uczęszczał do gimnazjum jezuickiego w Mannheimie. Grał jako muzyk w mannheimskiej kapeli książęcej. Około 1752 roku, w następstwie zakończonego śmiercią jego rywala pojedynku, musiał uciekać z ojczyzny. Początkowo udał się do Wenecji, gdzie studiował u Baldassare Galuppiego i występował jako skrzypek, później zaś przeniósł się do Neapolu.
W 1760 roku wyjechał do Marsylii, gdzie występował jako pierwszy skrzypek w tamtejszej orkiestrze teatralnej. W 1761 roku osiadł w Bordeaux, gdzie do czasu wybuchu rewolucji francuskiej był czołową postacią miejscowego życia artystycznego, działając jako dyrygent, organista i nauczyciel. W 1764 roku został kierownikiem Grand Théâtre w Bordeaux, zaś w 1774 roku organistą kościoła Saint-Seurin. Jego muzyka cieszyła się dużą popularnością i regularnie była grana w Paryżu.

## Twórczość
Zasłynął przede wszystkim jako twórca symfonii, których skomponował w sumie 29. Ponadto jest autorem m.in. 18 oper, 24 sonat na instrument klawiszowy, 2 okolicznościowych hymnów napisanych podczas rewolucji francuskiej oraz Stabat Mater, oryginalnie napisanego w 1783 roku i w 1806 roku zadedykowanego Napoleonowi.